# Helioctamenus hippopotamus
Helioctamenus hippopotamus is een keversoort uit de familie somberkevers (Zopheridae). De wetenschappelijke naam van de soort werd in 1882 gepubliceerd door Ludwig Wilhelm Schaufuss.